# Camptopoeum friesei
Camptopoeum friesei là một loài Hymenoptera trong họ Andrenidae. Loài này được Mocsáry mô tả khoa học năm 1894.